# اندیس آنومالی نازلوچاه
آنومالی نازلوچاه یک اندیس فلزی است که در حوالی شهر گنگجین استان آذربایجان غربی قرار دارد و مادهٔ معدنی موجود در آن، طلا است.سنگ میزبان این اندیس آمفیبولیت، سینیت، گنیس است  در این اندیس، پاراژنز‌های شئلیت، باریت، گالن، هماتیت، پیریت یافت می‌شوند.